# Discografia de Bonde da Stronda
A discografia de Bonde da Stronda, um grupo de hip hop brasileiro, compreende sete álbuns de estúdio e um álbum demo Independente.

## Álbuns
| Ano  | Álbum                      | Informações |
| ---- | -------------------------- | --- |
| 2008 | Stronda Style (álbum demo) | - Lançamento: 2008 - Formatos: virtual, download digital - Gravadora: Independente                                       |
| 2009 | Nova Era da Stronda        | - Lançamento: 9 de Agosto de 2009 - Formatos: álbum de estúdio, download digital - Gravadora: Galerão Records            |
| 2011 | A Profecia                 | - Lançamento: 2 de dezembro de 2011 - Formatos: álbum de estúdio, CD, download digital - Gravadora: Galerão Records      |
| 2012 | Corporação                 | - Lançamento: 4 de Julho de 2012 - Formatos: álbum de estúdio, mixtape, download digital - Gravadora: Galerão Records    |
| 2013 | Feito pras Damas           | - Lançamento: 18 de janeiro de 2013 - Formatos: álbum de estúdio, mixtape, download digital - Gravadora: Galerão Records |
| 2013 | O Lado Certo da Vida Certa | - Lançamento: 30 de Setembro de 2013 - Formatos: álbum de estúdio - Gravadora: Galerão Records                           |
| 2015 | Gold                       | - Lançamento: 5 de Novembro de 2015 - Formatos: álbum de estúdio, download digital - Gravadora: 2N Music                 |
| 2020 | Motorhead                  | - Lançamento: 25 de Setembro de 2020 - Formatos: download digital - Gravadora: ZeroUm Records                            |

## Extended Plays (EP)
| Ano  | EP         | Informações                                                                                |
| ---- | ---------- | ------------------------------------------------------------------------------------------ |
| 2017 | Principium | - Lançamento: 27 de Julho de 2017 - Formatos: download digital - Gravadora: ZeroUm Records |
| 2020 | Praiana    | - Lançamento: 6 de Março de 2020 - Formatos: download digital - Gravadora: ZeroUm Records  |
| 2021 | 4 Estações | - Lançamento: 6 de Maio de 2021 - Formatos: download digital - Gravadora: ZeroUm Records   |

## Trilhas Sonoras
| Ano  | Canção            | Novela/Série |
| ---- | ----------------- | ------------ |
| 2009 | "Tic Tic Nervoso" | Malhação ID  |

## Singles
| Título                                                        | Ano  | Certificações     | Álbum                                         |
| ------------------------------------------------------------- | ---- | ----------------- | --------------------------------------------- |
| Nossa Química                                                 | 2008 |                   | Nova Era da Stronda                           |
| XXT                                                           | 2009 |                   | Nova Era da Stronda                           |
| Noite Insana                                                  | 2009 |                   | —                                             |
| Playsson Raiz                                                 | 2010 |                   | Nova Era da Stronda                           |
| Mansão Thug Stronda (part. Mr Catra)                          | 2010 | - PMB: 2× Platina | Nova Era da Stronda                           |
| A Profecia                                                    | 2010 |                   | A Profecia                                    |
| Tudo Para mim                                                 | 2011 |                   | A Profecia                                    |
| Esbórnia e Álcool                                             | 2011 |                   | A Profecia                                    |
| Tem Que Respeitar (part. Dudu Nobre)                          | 2012 |                   | Corporação                                    |
| Tem Espaço? Faz Tatuagem!                                     | 2012 |                   | —                                             |
| Bonde da Maromba                                              | 2012 | - PMB: Platina    | —                                             |
| Swing do Bonde (part. Alandin MC)                             | 2013 |                   | Corporação                                    |
| Das Antigas                                                   | 2013 |                   | Corporação                                    |
| Eu Só Queria                                                  | 2013 |                   | Feito pras Damas e O Lado Certo Da Vida Certa |
| Na Atividade (part. MC Guimê)                                 | 2013 |                   | O Lado Certo da Vida Certa                    |
| Nós Somos a Stronda (part. Prexeca Bangerz)                   | 2013 |                   | O Lado Certo da Vida Certa                    |
| Dá Meu Copo                                                   | 2014 |                   | O Lado Certo da Vida Certa                    |
| Blindão (part. Leto Die)                                      | 2014 | - PMB: Platina    | —                                             |
| Pega a Visão                                                  | 2014 |                   | —                                             |
| Shake That Ass (part. Mr. Catra, MC Alandim, MC Cond e Rugal) | 2015 |                   | Gold                                          |
| Qual Vai                                                      | 2015 |                   | Gold                                          |
| Bandida                                                       | 2015 |                   | Gold                                          |
| Antes Que O Dia Termine                                       | 2016 |                   | Gold                                          |
| O Poder do Patrão                                             | 2016 |                   | —                                             |
| Foge Comigo                                                   | 2017 |                   | —                                             |
| Bando                                                         | 2018 |                   | Principium                                    |
| Medusa                                                        | 2018 |                   | —                                             |
| Perigosa                                                      | 2018 |                   | —                                             |
| Intriga                                                       | 2018 |                   | —                                             |
| Planos                                                        | 2018 |                   | —                                             |
| All In                                                        | 2019 |                   | —                                             |
| Distração (feat. Dalto Max)                                   | 2019 |                   | —                                             |
| Bon Vivant                                                    | 2019 |                   | —                                             |
| Contra Mão (feat. Vince Keys)                                 | 2019 |                   | —                                             |
| Na Noite Passada                                              | 2020 |                   | Praiana                                       |
| Maserati                                                      | 2020 |                   | Motorhead                                     |
| Cadillac                                                      | 2020 |                   | Motorhead                                     |
| Volvo                                                         | 2020 |                   | Motorhead                                     |
| R1                                                            | 2020 |                   | Motorhead                                     |
| Evoque                                                        | 2020 |                   | Motorhead                                     |
| Mercedes                                                      | 2020 |                   | Motorhead                                     |
| Jaguar                                                        | 2020 |                   | Motorhead                                     |
| Um Instante                                                   | 2021 |                   | 4 Estações                                    |
| Tem Espaço? Faz Tatuagem! 2                                   | 2021 |                   | —                                             |

### Singles Promocionais
| Ano  | Single                    | Artista                                | Album                      |
| ---- | ------------------------- | -------------------------------------- | -------------------------- |
| 2008 | Minha Vida Sem Você       | Outlline feat. Bonde da Stronda        | —                          |
| 2008 | A Velha Novidade          | Catch Side feat. Bonde da Stronda      | O Sonho Não Acabou         |
| 2008 | Melhor Assim              | Diwali feat. Bonde da Stronda          | Acreditar                  |
| 2009 | Garota Diferente          | Bonde da Stronda                       | Nova Era da Stronda        |
| 2009 | Só Pros Verdadeiros       | Bonde da Stronda                       | Nova Era da Stronda        |
| 2010 | Hell de Janeiro           | Leleco22 feat. Bonde da Stronda        | —                          |
| 2010 | Você é um Vício           | Bonde da Stronda e DH                  | Nova Era da Stronda        |
| 2011 | O Bagulho é muito Louco   | Bonde da Stronda                       | A Profecia                 |
| 2011 | Minha Voz, Minha Vida     | Bonde da Stronda                       | A Profecia                 |
| 2011 | É Nós Família             | Bonde da Stronda                       | A Profecia                 |
| 2011 | Faço Tudo Que Quiser      | Tonza feat. Bonde da Stronda           | —                          |
| 2011 | Sangue Bom                | MC Marechal feat. Bonde da Stronda     | —                          |
| 2012 | Minha Pira                | Hevo84 feat. Bonde da Stronda          | Daqui Pra Frente           |
| 2014 | Não Tenho Dom             | Bonde da Stronda                       | O Lado Certo da Vida Certa |
| 2014 | Hey Mina                  | Rafa feat. Bonde da Stronda            | Dilema                     |
| 2015 | Sozinha                   | Bonde da Stronda                       | O Lado Certo da Vida Certa |
| 2015 | Desce Devagar             | Copaloucos feat. Bonde da Stronda      | —                          |
| 2016 | Explode                   | Bonda da Stronda e MC Magrinho         | —                          |
| 2016 | Vem                       | Bonde da Stronda                       | —                          |
| 2016 | 10 Anos                   | Bonde da Stronda                       | —                          |
| 2016 | Noite Insana Pt 2         | Bonde da Stronda                       | —                          |
| 2018 | De Novo (feat. Dalto Max) | Bonde da Stronda                       | —                          |
| 2019 | Números Não Mentem        | MTW, Donas e Bonde da Stronda          | —                          |
| 2019 | Acelera                   | Fly feat. Bonde da Stronda e Dalto Max | —                          |
| 2019 | Que Bagunça               | MTW, Bonde da Stronda e Dalto Max      | —                          |
| 2020 | Oceano                    | Bonde da Stronda                       | Praiana                    |
| 2021 | Reunião                   | Bonde da Stronda, MC Fox$$ e McMãe     | —                          |

## Videoclipes
| Ano  | Canção                    | Informações |
| ---- | ------------------------- | --- |
| 2009 | Tic Tic Nervoso           | - Álbum: Trilha Sonora Malhação ID - Lançamento: 16 de outubro de 2009 - Produção: Galerão Filmes - Direção: Anderson William/Luciano Silva                   |
| 2010 | Playsson Raiz             | - Álbum: Nova Era da Stronda - Lançamento: 11 de abril de 2010 - Produção: Galerão Filmes - Direção: Ralph Richter                                            |
| 2010 | Mansão Thug Stronda       | - Álbum: Nova Era da Stronda - Lançamento: 18 de setembro de 2010 - Participação: Mr. Catra - Produção: Galerão Filmes - Direção: Ralph Richter/Tiago Cortezi |
| 2011 | Tudo para Mim             | - Álbum: A Profecia - Lançamento: 8 de fevereiro de 2011 - Participação: Babí Hainni - Produção: Galerão Filmes - Direção: Ralph Richter/Tiago Cortezi        |
| 2011 | Hell de Janeiro           | - Álbum: Single - Lançamento: 16 de março de 2011 - Participação: Leleco22 - Produção: Independente - Direção: Dano Maciel                                    |
| 2011 | Esbórnia e Álcool         | - Álbum: A Profecia - Lançamento: 25 de outubro de 2011 - Participação: Leleco22 - Produção: Galerão Filmes - Direção: Tiago Cortezi                          |
| 2012 | É Nós Família             | - Álbum: A Profecia - Lançamento: 13 de março de 2012 - Produção: R7                                                                                          |
| 2012 | Tem que Respeitar         | - Álbum: Corporação - Lançamento: 13 de Julho de 2012 - Participação: Dudu Nobre - Produção: Galerão Filmes - Direção: Babi Haínni                            |
| 2012 | Zika do Bagui             | - Álbum: Corporação - Lançamento: 4 de outubro de 2012 - Participação: Pollo - Produção: Galerão Filmes - Direção: Babi Haínni e Daniel Lima                  |
| 2012 | Tem Espaço? Faz Tatuagem! | - Álbum: Single - Lançamento: 7 de dezembro de 2012 - Produção: ZB Filmes - Direção: Sergio Blazer/Daniel Zoreba                                              |
| 2012 | Bonde da Maromba          | - Álbum: Single - Lançamento: 17 de dezembro de 2012 - Produção: ZB Filmes - Direção: Sergio Blazer/Daniel Zoreba                                             |
| 2013 | Swing do Bonde            | - Álbum: Corporação - Lançamento: 15 de março de 2013 - Participação: Alandin - Produção: JMCD Channel - Direção: Junior Marques                              |
| 2013 | Minha Pira                | - Álbum: Single - Lançamento: 22 de janeiro de 2013 - Artista: Bonde da Stronda e Hevo84 - Produção: Davidson Mainart - Direção: Mess Santos                  |
| 2013 | Das Antigas               | - Álbum: Corporação - Lançamento: 9 de junho de 2013 - Produção: JMCD Channel - Direção: Junior Marques                                                       |
| 2013 | Eu Só Queria              | - Álbum: Feito Pras Damas e O Lado Certo da Vida Certa - Lançamento: 15 de agosto de 2013 - Produção: JMCD Channel - Direção: Junior Marques                  |
| 2014 | Na Atividade              | - Álbum: O Lado Certo da Vida Certa - Lançamento:18 de janeiro de 2014 - Produção: Galerão Records/JMCD Channel - Direção: Junior Marques                     |
| 2014 | Dá Meu Copo               | - Álbum: O Lado Certo da Vida Certa - Lançamento: 20 de junho de 2014 - Produção: Paula Goulart - Direção: Fernando Bittencourt / Guilherme Tostes            |
| 2014 | Blindão                   | - Álbum: Single - Lançamento: 19 de setembro de 2014 - Produção: Vandalo - Direção: Escriche                                                                  |
| 2014 | Pega a Visão              | - Álbum: Single - Lançamento: 3 de outubro de 2014 - Produção: Vandalo - Direção: Escriche                                                                    |
| 2014 | Não Tenho Dom             | - Álbum: O Lado Certo da Vida Certa - Lançamento: 11 de novembro de 2014 - Produção: ZB Filmes - Direção: Sérgio (Blazer) / Daniel (Zoreba)                   |
| 2015 | Shake That Ass            | - Álbum: Gold - Lançamento: 30 de janeiro de 2015 - Produção: Tato (Tathiano Pessa) - Direção: Escriche / Blake Farber                                        |
| 2015 | Sozinha                   | - Álbum: O Lado Certo da Vida Certa - Lançamento: 5 de abril de 2015 - Produção: ZB Filmes - Direção: Sérgio (Blazer) / Daniel (Zoreba)                       |
| 2015 | Qual Vai                  | - Álbum: Gold - Lançamento: 6 de junho de 2015 - Produção: MonoMídia                                                                                          |
| 2015 | Bandida                   | - Álbum: Gold - Lançamento: 16 de outubro de 2015 - Produção: MonoMídia                                                                                       |
| 2016 | Antes Que O Dia Termine   | - Álbum: Gold - Lançamento: 21 de fevereiro de 2016 - Produção: Uriel Calomeni - Direção: Guilherme Ferreira                                                  |